# Русь-Україна і Московщина-Россія
Русь-Україна і Московщина (у пізніших перевиданнях зустрічається назва Русь-Україна а Московщина-Россія) — історично-політична книга Лонгина Цегельського, українського громадсько-політичного діяча.

## Історія видань
Вперше видана 1901 року брошурою на кошти видавництва Товариства «Просвіта» м. Львів.
Книжка поширювалася по селах Галичини та на теренах центральних областей України.
Прем'єр-міністр уряду Директорії Володимир Чехівський казав, що робота Цегельського «Русь-Україна» зробила його «свідомим українцем», після її прочитання він «наче наново народився». За спогодами сучасника, мета праці Л. Цегельського полягала в тому, щоб «спопуляризувати серед нашого народу назви „українець“ та „Україна“ й побороти москвофільство, виказуючи історичні, етнічні, ідеологічні та культурні різниці між двома народами».
Друге видання було суттєво доповнене та перероблене на замовлення «Союзу визволення України» у 1916 році у Царгороді. Книга вийшла друком під дещо зміненою назвою: «Русь-Україна а Московщина-Росія. Історично-політична розвідка Льонґіна Цегельського». У передмові до цього видання Л. Цегельський зазначав, що нові суспільні умови ставлять і завдання нові. При виданні першої книжки обґрунтування державності, наголошує автор, було новиною. «Сьогодні ж ідея української державності як противаги державності московській (а також польській) не тільки є духовною власністю всіх свідомих українців, але й широкої європейської опінії — як наших приятелів і другів, так і наших недругів і ворогів».
У цій праці ідея української державності набирає конкретного, усестороннього обґрунтування. Автор акцентує увагу на тому, що Росія воює за Галичину, щоб придушити «мазепинство», а з другого боку, у Німеччині, Туреччині, Болгарії, деяких інших «краях чимраз сильніше поширюється проголошений свідомими українцями клич сотворення чи пак відбудування української держави».